# إسرائيلانديا

موقع إسرائيلانديا في ولاية غوياس وسط البرازيل

إسرائيلانديا (بالبرتغالية: Israelândia) هي مدينة في في ولاية غوياس في وسط البرازيل البرازيل، يبلغ عدد سكان المدينة وضواحيها حوالي 2,137 نسمة حسب إحصاء عام 2007.